# Emily St. John Mandel
Emily St. John Mandel (ur. 1979 w Comox) – kanadyjska pisarka.
Za powieść science-fiction Stacja Jedenaście otrzymała nagrody literackie – Toronto Book Award oraz Nagrodę im. Arthura C. Clarke’a, a także nominacje do nagród: PEN/Faulkner Award, National Book Award, Baileys Women's Prize i Nagrody im. Johna W. Campbella.

## Życie prywatne
Mandel mieszka w Nowym Jorku (stan na rok 2022), a wcześniej mieszkała w Kanadzie. Ma córkę z byłym mężem Kevinem Mandelem. Para rozstała się w kwietniu 2022, rozwód został sfinalizowany w listopadzie 2022.

## Dzieła

### Powieści
- The Singer's Gun (2009)
- Last Night in Montreal (2009)
- The Lola Quartet (2012)
- Station Eleven (2014); wyd. pol.: Stacja Jedenaście, 2015
- The Glass Hotel (2020); wyd. pol.: Szklany hotel, 2022[4]
- Sea of Tranquility (2022); wyd. pol.: Morze spokoju, 2023[5]

### Literatura faktu
- My Bookstore (wraz z Leifem Parsonsem, Ronaldem L. Rice’em i Richardem Russo; 2016)